# Kerstin Kircheis

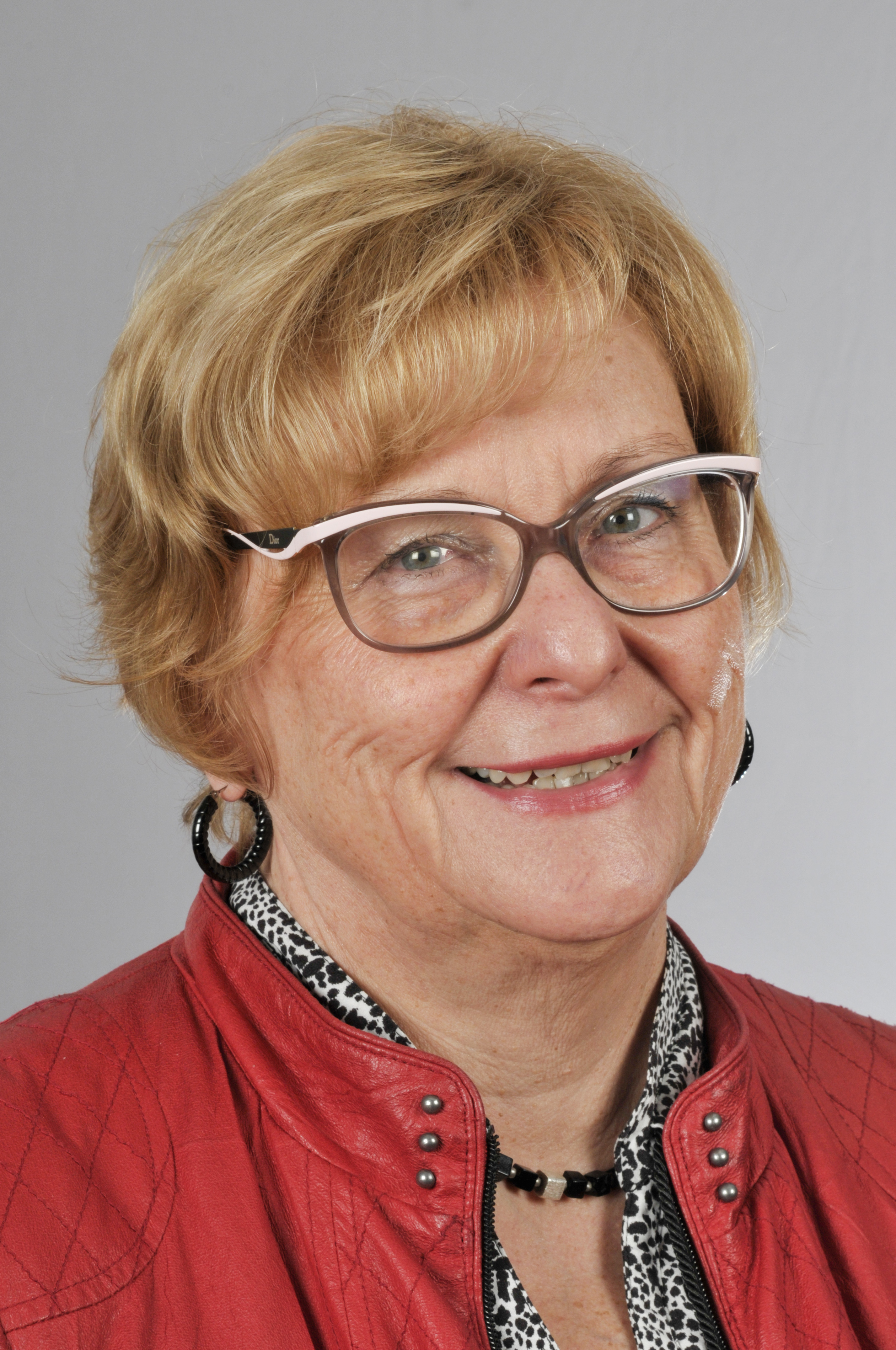
Kerstin Kircheis 2016

 Kerstin Kircheis, geb. Reum (* 19. Dezember 1955 in Bernsdorf) ist eine deutsche Politikerin (SPD, vorher PDS). Sie war mit kurzer Unterbrechung zwischen 2006 und 2019 Abgeordnete im Landtag Brandenburg.

## Leben und Beruf
Kerstin Kircheis absolvierte nach der Schule von 1972 bis 1974 eine Berufsausbildung zum Facharbeiter für Datenverarbeitung. Sie arbeitete danach von 1974 bis 1991 als Technologin beim Rechenzentrum der Deutschen Reichsbahn. In dieser Zeit absolvierte sie zudem ein Studium der Informationsverarbeitung an der Ingenieurschule für Elektronik und Informationsverarbeitung Görlitz (1978 bis 1982) mit dem Abschluss einer Diplomingenieurin (FH). Von 1991 bis November 2006 war sie als Kundenbetreuerin bei der BAHN-Betriebskrankenkasse angestellt und machte während dieser Zeit eine Berufsausbildung zur Sozialversicherungsfachangestellten beim Bundesversicherungsamt (2000 bis 2002).
Sie wohnt in Cottbus, ist verwitwet und hat zwei Kinder.

## Politik
Von 1985 bis 1999 war Kircheis Mitglied der SED bzw. später der PDS. Seit 2002 ist sie Mitglied der SPD. Kommunalpolitisch übernahm sie von Dezember 1993 bis Februar 1997 (als PDS-Mitglied) und seit November 2003 als SPD-Mitglied die Aufgabe als Stadtverordnete in Cottbus.
Sie zog am 30. November 2006 als Nachrückerin für den ausgeschiedenen Abgeordneten Frank Szymanski in den brandenburgischen Landtag ein und vertrat dort bis zum Ende der Legislaturperiode in 2009 den Landtagswahlkreis Cottbus II. Für ihre Fraktion war sie Mitglied im Ausschuss für Ländliche Entwicklung, Umwelt und Verbraucherschutz sowie im Petitionsausschuss. Bei der Landtagswahl 2009 verpasste sie zunächst den Wiedereinzug in das Landesparlament, konnte jedoch nach dem Mandatsverzicht von Tina Fischer erneut in den Landtag nachrücken. Sie war Sprecherin ihrer Fraktion für Sorbische/Wendische Angelegenheiten und Verkehrspolitik.
Neben ihrer parteipolitischen Arbeit ist sie Mitglied der Zweckverbandsversammlung der Sparkasse Spree-Neiße. Ehrenamtlich ist sie engagiert als Vorsitzende des Mieterbundes Cottbus Guben und Umgebung e. V. und als stellvertretende Vorsitzende der AWO Cottbus.